# Pentax 645D
Pentax 645D är en digital (DMF) mellanformat-, systemkamera (DSLR) från Pentax. Det är den första digitala versionen av företagets mellanformatkamera 645. Tidigare har man tillverkat två varianter av mellanformatkameror för rullfilm (120/220), formaten 6x7 (7/1969) och 6x4,5 (1984).
Pentax 645D presenterades den 10 mars 2010 i Japan.